# Çamlıpınaralanı, Anamur
Çamlıpınaralanı là một xã thuộc huyện Anamur, tỉnh Mersin, Thổ Nhĩ Kỳ. Dân số thời điểm năm 2011 là 120 người.